# Malukah
 (janvier 2020).
Malukah est le pseudonyme de Judith de los Santos, une compositrice et chanteuse mexicaine connue pour ses reprises de musique de jeux vidéo ou de séries télévisées et de films, qu'elle publie sur YouTube. Elle est devenue connue d'un public international lorsqu'une vidéo de sa reprise de la chanson The Dragonborn Comes du jeu The Elder Scrolls V: Skyrim est devenue une vidéo virale en novembre 2011. Depuis, elle a contribué à plusieurs bandes sonores de jeux vidéo et composé de la musique originale.

## Début de carrière et éducation
Joueuse depuis l'enfance, Judith de los Santos a grandi avec les musiques liées aux jeux vidéo. Elle a commencé à écrire des chansons et à chanter à l'âge de 15 ans, elle a ensuite étudié au Berklee College of Music et est diplômée d'un double majeur en production et ingénierie musicales et en notation cinématographique avec son premier album All of the Above en 2006. 

## YouTube et jeux vidéo
En 2011, sa version de The Dragonborn Comes est devenue virale. La vidéo a été republiée sur la chaîne YouTube d' IGN, où elle est devenue la 11e vidéo de marque la plus vue sur le Web en décembre 2011 avec 1 753 063 vues au cours du mois. La vidéo originale sur sa propre chaîne a plus de 23 millions de vues, tandis que la version sur la chaîne d'IGN a plus de 17 millions de vues en octobre 2019,. Cette vidéo et d'autres vidéos populaires, y compris une chanson de la série de jeux Mass Effect, mise en musique l'a aidée à obtenir du travail dans l'industrie du jeu vidéo.  
Elle a été commissionnée pour fournir sa voix pour des chansons dans le jeu 2012 Call of Duty: Black Ops II, la franchise The Banner Saga (en collaboration avec Taylor Davis )  et en 2014, elle a composé et chanté des chansons de barde  ainsi que la chanson des crédits pour The Elder Scrolls Online, . Elle a été invitée à faire partie d'un prochain projet symphonique du compositeur de jeux vidéo Jeremy Soule, The Northerner . Elle a fourni des voix pour la musique dans le court métrage The Forge, en collaboration avec Austin Wintory et Tina Guo . Elle a travaillé avec Peter Hollens sur une version de couverture du thème Civilization IV (initialement composé par Christopher Tin ) Baba Yetu, . Son chant a figuré dans la chanson Outside the Realm de la deuxième bande-son de Stranger Things. La chanson a été à l'origine composée par Big Giant Circles pour le jeu vidéo There Came an Echo et a été réutilisée comme musique thématique à cette fin. Elle a également collaboré avec Miracle of Sound sur sa chanson populaire Legends of the Frost basée sur le jeu vidéo The Elder Scrolls V: Skyrim . Elle figure sur la bande originale de Call of Duty: Black Ops 3 et sa chanson Dead Flowers est accessible en jeu. Elle a contribué à la bande originale de Call of Duty: Black Ops 4 et Moss,.  
Les performances en direct de Malukah incluent: Interpréter la chanson hommage à Halo Frozen Sleep aux Halo Global Championships 2013 au PAX Prime , jouer de la musique de jeu vidéo à SXSW  & The Game Awards et être un artiste invité au concert de Video Games Live E3 2014. Elle a été invitée à chanter lors de l'événement communautaire de la taverne The Elder Scrolls Online lors de la Gamescom 2018 en Allemagne. Elle a joué à l'Argentine Game Show à Buenos Aires en 2019  et au CES 2020 à Las Vegas. 
C'est une streameuse Twitch bénéficiant du partenariat, diffusant régulièrement de la musique et des jeux vidéo depuis 2016.

## Discographie
- All of the Above (album auto-édité, 2006) [22]
- Reignite ( Headhunterz ft. Malouka, 2012)
- Bleed Forever ( Sonic Mayhem ft. Malouka , 2015)
- The Dragonborn Comes (2017)
- I Follow the Moon (2019)

## Contributions à des bandes sons de jeux vidéo
- Call of Duty: Black Ops (2010)
- Call of Duty: Black Ops II (2012) [23]
- The Banner Saga (2013)
- The Elder Scrolls Online (2014)
- Call of Duty: Black Ops III (2015)
- Sunset (2015)
- Monaco (2015)
- There Came an Echo (2015) (voix)
- The Banner Saga 2 (2016)
- Far Cry Primal (2016) (effets vocaux)
- Lone Echo (2017)
- The Banner Saga 3 (2018) (interprète)
- Moss (2018) (voix) [16]
- Call of Duty: Black Ops 4 (2018) [24]

## Contributions à des bandes sons de la télévision
- The Forge (court métrage, chant.)
- Outside the Realm (Voix) Stranger Things (Saison 2, épisodes 02 et 07)

## Prix
- Vainqueur du 10e Concours international de chanson Unisong 2005 (Everything)[25],[26]
- Deux victoires dans la catégorie Rock aux 16e LA Music Awards en tant que chanteuse / compositrice de l'année (Everything) et chanteuse de l'année (I can't make it rain), et une autre nomination dans la catégorie Rock pour le meilleur album (All of the above) en 2006[27].

## Anecdote
Malukah est connu pour chanter dans des langues différentes et fantastiques. Pour certaines parties de ses versions de couverture de la franchise The Elder Scrolls, elle a chanté en langage dragon. Pour sa version de reprise de la chanson de Priscilla du jeu The Witcher 3: Wild Hunt, elle a chanté un couplet en polonais en hommage au pays où la franchise The Witcher (Le Sorceleur) est originaire,. Pour la bande originale de The Banner Saga, elle a chanté en islandais. Pour le thème de Civilization IV Baba Yetu, elle a chanté en Swahili.